# شهرستان داوسون (تگزاس)
شهرستان داوسون، تگزاس (به انگلیسی: Dawson County, Texas) یک سکونتگاه مسکونی در ایالات متحده آمریکا است که در تگزاس واقع شده‌است.

## خصوصیات
شهرستان داوسن ۲٬۳۳۶٫۱۸ کیلومترمربع مساحت دارد.